# Theoderik 1.
Theoderik 1. (død 451) (alternative stavemåder omfatter Theodorid, Theodorich, Teodorico og Theodericus) blev visigoternes konge, da Wallia døde i 418. Han fuldførte folkets bosættelse i området omkring Toulouse og Bordeaux og han udbyggede efterfølgende goternes indflydelse i Gallien. Visigoterne var i det meste af hans regeringstid allierede med det vestromerske rige, og Theoderik faldt i slaget ved Chalons, hvor hans hær kæmpede på vestromersk side mod de indtrængende hunner, der blev ledet af Attila.

## Visigoterne i 418
Kong Wallia døde - tilsyneladende af naturlige årsager - mens visigoterne var i færd med at bosætte sig i det sydlige Gallien. I 418 havde den vestromerske general Constantius givet visigoterne besked om at slutte felttoget i Spanien mod alaner, sveber og vandaler, og han gav visigoterne land i Aquitanien i Sydfrankrig, i Garonne-dalen mellem Bordeaux og Toulouse, hvor de kunne dyrke jorden og brødføde sig selv. Her var de godt af vejen i forhold til Italien, og de var samtidigt lige ved hånden til de afsluttende kampe mod barbarerne i Spanien. Wolfram undrer sig over, at goterne ikke blev bedt om at gøre arbejdet færdigt i Spanien - de overlevende vandaler skabte senere livstruende problemer for det vestromerske rige - men han konkluderer, at vestromerne må have følt et større behov for at have en "politistyrke" i Gallien, der kunne bekæmpe oprørsbevægelser i Bretagne og blandt bagauderne i landområderne. For de lokale romerske adelsmænd betød det naturligvis meget, at deres besiddelser blev beskyttet, og derfor gik de med til at få noget af deres jord i Garonne-dalen eksproprieret af den romerske stat og overdraget til visigoterne.

## Theoderiks regeringstid
Valget af Theoderik skete tilsyneladende uden dramatik. Hans adkomst til kongetitlen var baseret på et slægtskab med kong Alarik, der sandsynligvis havde været hans svigerfar. Den nye visigotiske statsdannelse fik hovedstad i Tolosa (Toulouse) og ses derfor også omtalt som det "Tolosanske rige". Theoderik overtog en foedus ("forbundsfælle") aftale med det Vestromerske rige, og den betød, at visigoterne skulle stille tropper til romerske felttog. Når tropperne ikke var på felttog, benyttede Theoderik imidlertid alle midler på at udvide den gotiske magtsfære i Gallien. I 422 var visigoterne udkommanderet til et felttog mod vandalerne i Sydspanien, men da sejren var umiddelbart forestående, forlod de krigsskuepladsen, og felttoget endte i stedet som et forsmædeligt romersk nederlag. Da kejser Honorius døde i 423, holdt visigoterne sig i ro, men i 425 drog de mod den galliske residensby Arles og belejrede den. Sommerfelttogene mod Arles blev tilbagevendende begivenheder. Byen blev aldrig erobret, men udflugterne understregede goternes magtposition i Gallien. Romerne i Gallien betragtede åbenbart også de visigotiske magtdemonstrationer som lidt af et ritual - selv om der var blodsudgydelser på begge sider - for da en romersk general foreslog at indtage og ødelægge Tolosa, blev han eftertrykkeligt sat på plads af de galliske senatorer. I 425 var visigoterne blevet standset foran Arles af den romerske general Aëtius og hans hunniske lejetropper, og med disse soldater kunne generalen i de følgende mange år opretholde en balance mellem romere og visigoter i Gallien.
Kildematerialet til belysning af Theoderiks regeringstid er helt overvejende romersk, og dermed præget af visigoternes relationer til det Vestromerske rige. Det oplyses, at hans hær i 430 igen marcherede mod Arles, og at han i 431 indledte "forræderiske" (i romersk optik) forhandlinger med sveberne. Mens romerne i 436 var optaget af at nedkæmpe burgunderne, benyttede Theoderik lejligheden til at indlede en belejring af den vigtige havneby Narbonne. Byen holdt imidlertid stand og i 437 blev den undsat af Aëtius næstkommanderende, generalen Litorius. Den romerske hærfører fortsatte sit felttog, og i 439 indledte han en belejring af goternes hovedstad Tolosa. Litorius blev imidlertid taget til fange af goterne, og hans hær blev slået, hvorefter der blev forhandlet en fred på plads. I 446 deltog Theoderiks hær i et romersk felttog mod sveberne, men det forhindrede ikke kongen i at lade en af sine døtre blive gift - i Tolosa i 449 - med den svebiske kong Rechiar.
Theoderik fik et glorværdigt endeligt i spidsen for den visigotiske hær. I 451 forcerede Attila Rhinen med den hunniske hær og indledte et plyndringstogt, hvor byerne i det nordlige Gallien blev erobret én efter én. Aëtius samlede alle de romerske tropper i Gallien og indkaldte desuden alle sine foederati i form af frankere fra Rhinlandet, bretoner fra Bretagne, sarmatere, germanere, burgundere, alaner fra Orleans og ikke mindst den visigotiske hær. Attila opgav sin belejring af Orleans og kort efter tørnede de to hære sammen i slaget ved Chalons. Theoderik faldt i slaget, og midt i kamptummelen kårede visigoterne hans søn Thorismund til deres nye konge. Legenden siger, at det spyd, der dræbte Theoderik, blev kastet af goteren Andagis, der sammen med mange stammefrænder var tvangsudskrevet til at deltage i kampen på hunnisk side.

## Eftermæle
Som nævnt siger nogle kilder, at Theoderik var gift med en af kong Alariks døtre. I kilderne tales der desuden om, at Alarik hørte til det "ældre" Balti dynasti, der imidlertid må opfattes som en litterær konstruktion i historikeren Jordanes vidtløftige værk Getica. Theoderik blev derimod stamfader til det dynasti, der af Wolfram omtales som det "yngre" Balti dynasti. Man kender navnene på seks sønner og har desuden kendskab til to døtre, i kraft af deres prominente ægteskaber.